# Umbelliferose
Umbelliferose ist ein Dreifachzucker (Trisaccharid), der überwiegend in Doldenblütlern vorkommt. In einigen Arten ersetzt sie – ganz oder teilweise – die Stärke als Reservestoff. Sie wird biosynthetisch gebildet, indem das Enzym Saccharose-Galactosyl-Transferase einen Galactosylrest von UDP-Galactose auf Saccharose transferiert.
α-D-Glcp-(1→2)-β-D-Fruf + UDP-α-D-Galp {\displaystyle {\longrightarrow }} α-D-Galp-(1→2)-α-D-Glcp-(1→2)-β-D-Fruf + UDP